# Сільський округ імені Мукажана Жумажанова
імені Мукажана Жумажанова сільський округ (каз. Мұқажан Жұмажанов ауылдық округі, рос. имени Мукажана Жумажанова сельский округ) — адміністративна одиниця у складі Жанааркинського району Улитауської області Казахстану. Адміністративний центр — село імені Мукажана Жумажанова.
Населення — 811 осіб (2021; 987 у 2009, 854 у 1999, 1146 у 1989).
Станом на 1989 рік існувала Аппазька сільська рада (села Аппаз, Куйгенбаз), село Байгул та селище Байгул перебували у складі Актубецької сільради. 2007 року було ліквідовано село Куйгенбаз.

## Склад
До складу округу входять такі населені пункти:
| Населений пункт                 | Населення, осіб (1989) | Населення, осіб (1999) | Населення, осіб (2009) | Населення, осіб (2021) |
| ------------------------------- | ---------------------- | ---------------------- | ---------------------- | ---------------------- |
| Байгул, село                    | 297                    | 243                    | 256                    | 85                     |
| Байгул, станційне селище        | 36                     | -                      | -                      | -                      |
| імені Мукажана Жумажанова, село | 788                    | 611                    | 731                    | 726                    |
| Куйгенбаз, село                 | 25                     | -                      | -                      | -                      |